# Кан Сон Сан
Кан Сон Сан (кор. 강성산, 姜成山, Gang Seong-san, Kang Sŏngsan; 3 березня 1931 — 22 лютого 1997) — північнокорейський партійний діяч, двічі очолював уряд КНДР.

## Кар'єра
Здобував освіту в Університеті імені Кім Ір Сена та Московському державному університеті. Після повернення на батьківщину 1955 року став інструктором ЦК Трудової партії Кореї. 1973 року став кандидатом у члени Політбюро партії, а 1980 року ввійшов до його складу.
1984 року вперше очолив уряд та обіймав посаду голови Адміністративної ради впродовж майже трьох років. 1992 року знову став головою уряду. Офіційно вийшов у відставку 21 лютого 1997 року, а наступного дня помер.